# Gonomyia (Leiponeura) sauteri
Gonomyia (Leiponeura) sauteri is een tweevleugelige uit de familie steltmuggen (Limoniidae). De soort komt voor in het Palearctisch en Oriëntaals gebied.